# Castiadas
Castiadas település Olaszországban, Szardínia régióban, Cagliari megyében. Lakosainak száma 1699 fő (2023. január 1.). Castiadas Maracalagonis, San Vito, Sinnai, Muravera és Villasimius községekkel határos.

## Népesség
A település lakossága az elmúlt években az alábbi módon változott:
| Lakosok száma | 1669 | 1655 | 1699 |
|               | 2017 | 2018 | 2023 |